# De Danske Hyrder
De Danske Hyrder (forkortet DDH) er et dansk rap-kollektiv bestående af fem rappere og sangere samt fem andre medlemmer. De kommer fra Albertslund, hvor flere af deres musikvideoer også udspiller sig. Theodor Praëm og Lucas B. Olsen, som også er en del af gruppen, producerer al deres musik, der bl.a omhandler oplevelser på deres drukture og hele deres ungdom. Deres omkvæd er kendt for, altid at være melodiske, og nogle, man let kan synge med på.
Den 24. maj 2013 udgav de deres debut-album med titlen Jeg’ Fuld Hele Tiden Og Er Pisse Ligeglad Du.

## Medlemmer

### Rappere/Sangere
Følgende medlemmer rapper og synger i De Danske Hyrders sange:
Adam Samuelsen (Ado), Oliver Sjur (Oli), Frederik Bohn Bering (Bering) og Martin Dam (Marty)

### Medlemmer
Udover de udøvende kunstnere i gruppen, har følgende medlemmer altid været en del af kollektivet: Hjalte Morthorst, Anas Attaheri, Tobias Palme, Rasmus Brandt og Mathias Føns.
Hjalte Morthorst filmer og fotograferer til samtlige koncerter og tager pressebilleder.
Anas Attaheri er fast DJ når gruppen er ude og spille.
Lucas B. Olsen laver alt det visuelle for gruppen og skyder alle videoerne. Lucas B. Olsen synger og rapper også på nogle af numrene.
Udover de fem, er Jens Dandanell og Lukas Høimark også blevet mere eller mindre fast inventar, når gruppen er ude at optræde. Jonathan Malmgart er fast trommeslager, mens Lukas spiller guitar.

## Udgivelser

### Album[1]
- Jeg’ Fuld Hele Tiden Og Er Pisse Ligeglad Du (2013)
- Dedikeret (2014)
- DDH (2017)
- Flyvende (2019)

EP
- Ud Af Det Blå (2021)

### Singler
| Titel                                      | Udgivelsesår |
| "Bistand"                                  | 2013         |
| "Julesangen (Støttesang Børnehjælpsdagen)" | 2013         |
| "Undskyld"                                 | 2013         |
| "Kædedrikker"                              | 2014         |
| "Ung Og Fattig"                            | 2014         |
| "Billige Bajer"                            | 2015         |
| "Igen"                                     | 2016         |
| "15 År"                                    | 2016         |
| "15 År" (Akustisk)                         | 2016         |
| "Rebber"                                   | 2016         |
| "Fucket Mig Op"                            | 2017         |
| "M.K.I.H.S.U.A.D"                          | 2017         |
| ”Morgensol”                                | 2017         |
| ”Din Dame”                                 | 2017         |
| "Dum"                                      | 2017         |
| "Job"                                      | 2017         |
| "Boys"                                     | 2018         |
| "Klarja"                                   | 2018         |
| "En Dag Der Elsker Alle DDH"               | 2019         |
| "Tættere På"                               | 2019         |
| "DDH"                                      | 2020         |
| "Centrum" Feat. LUNA                       | 2020         |
| "Venner"                                   | 2021         |
| "Fra Start"                                | 2021         |
| "Nummer" (Med Faustix)                     | 2022         |
| "Birkenstock"                              | 2022         |